# Garfield Akers

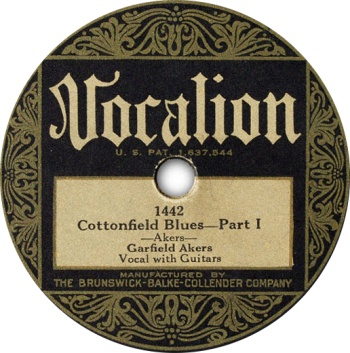
Cottonfield Blues, 1929 (A-Seite)

Garfield Akers (* 1902/1908 (?) in Mississippi; † zw. 1953 und 1959, wahrscheinlich in Memphis, Tennessee) war ein US-amerikanischer Bluessänger und -gitarrist. Gelegentlich agierte er auch unter dem Namen Garfield Partee. Seine Lebensdaten sind nicht gesichert, die Kenntnisse seiner Biografie basieren fast vollständig auf Berichten weniger Zeitzeugen.

## Leben

### Jugend
Akers kam vermutlich als Jugendlicher nach Hernando, Mississippi, einer kleinen Stadt nahe Memphis, Tennessee; bereits zu dieser Zeit spielte er Gitarre. In Hernando traf er auf Frank Stokes, der heute vielfach als der „Vater des Memphis Blues“ betrachtet wird, gemeinsam mit ihm trat er Mitte bis Ende der 1910er Jahre als Songster (eine Form des Wandermusikers), Komödiant und Tänzer in der Doc Watts and his Spoan’s Linament Medicine Show auf, die den Süden der USA bereiste. Mitte der 1920er Jahre heiratete er Missie (Geburtsname unbekannt), ihre Ehe blieb kinderlos.
Ebenfalls in den 1920er Jahren begegnete er dem Gitarristen Joe Callicott, mit dem er bis weit in die 40er Jahre hinein zusammenspielte und der sein zweiter Gitarrist war. Beide spielten die damals von Bluesgitarristen viel benutzten Instrumente der Marke Stella und traten an Wochenenden rund um Hernando auf, wo sie es zu einiger Bekanntheit brachten. Akers und Callicott lebten nicht von der Musik; vielmehr verdiente Akers seinen Lebensunterhalt vor allem als Sharecropper (eine Form der Schuldknechtschaft).

### Aufnahmen
Callicott begleitete Akers auf dessen erster Aufnahme für Vocalion Records, dem zweiteiligen Cottonfield Blues, zu der es im September 1929 im Peabody Hotel in Memphis kam. Für diese Aufnahme erhielt Akers vierzig Dollar, Callicott fünf. Der Cottonfield Blues war Akers’ bekanntestes Stück und er hatte es seit ca. 1926/27 meist mit Callicott sehr oft gespielt. Die Aufnahme zeigt, wie gut Akers und Callicott harmonierten. Obwohl Akers weiteres Material vorbereitet hatte, kam es im Peabody Hotel zu keinen weiteren Aufnahmen, da der Produzent J. Mayo Williams andere, ebenfalls anwesende Musiker aufnehmen wollte und so Akers Session rasch beendete.
Zu Akers zweiter Aufnahme kam es im Februar 1930, wobei die Stücke Jumpin And Shoutin’ Blues / Dough Roller Blues eingespielt wurden. Bei dieser Aufnahme ist nicht sicher, ob Callicott Akers begleitete, doch war das nach Auskunft von Callicott der Fall. Dafür spricht auch, dass Callicott während dieser Session vor Ort war, denn seine einzige Solo-Aufnahme aus dieser Zeit entstand damals, wobei Akers für Callicotts Travelling Mama Blues zudem als Verfasser angegeben wurde.

### Memphis
In den 1940er Jahren beendeten Akers und Callicott ihre gemeinsame musikalische Arbeit und Akers zog nach Memphis, wo er als Nachbar von Robert Wilkins lebte und in einer Getreidemühle arbeitete. Möglicherweise war er mit Emma Horton verheiratet, der Mutter von Big Walter Horton. Mit diesem, Nate Armstrong, Little Buddy Doyle und Robert Lockwood Jr. spielte er wochenends häufig in der Beale Street und trat um Memphis herum in Juke Joints auf. Armstrong berichtet auch, dass Akers zu der Zeit eine elektrische Gitarre spielte.
Über sein Todesdatum gibt es widersprüchliche Aussagen, zumeist wird das Jahr 1959 genannt, das „The Mississippi Writers and Musicians Project“ gibt 1958 an. Nachforschungen über eine Todesurkunde zwischen 1955 und 1964 schlugen jedoch fehl. Nate Armstrong berichtete, dass er bereits 1953 oder 1954 nach rund sechsmonatiger Krankheit gestorben sei, bestätigt ist jedoch auch dies nicht.
Nur wenige Jahre nach seinem Tod erschien 1962 bei Origin Jazz Library die Compilation „Really! The Country Blues 1927-1933“, auf der erstmals seit 1929 mit den beiden Teilen des „Cottonfield Blues“ Stücke von Akers wieder veröffentlicht wurden.

## Werk
Akers’ bekanntes Werk umfasst vier von ihm selbst eingespielte Stücke sowie ein weiteres, von Joe Calicott eingespieltes Stück. Alle Stücke sind für die Zeit schnell und stampfend gespielt und lassen Rhythm and Blues wie Rock ’n’ Roll deutlich vorausahnen. Akers hatte eine hohe Stimme, seinen heulenden, tremolierenden Gesangsstil hatte er nach dem Vorbild von Ed Newsome geformt. Robert Wilkins berichtete, dass der unverkennbare und für die Zeit sehr ungewöhnliche Rhythmus allerdings nicht unbedingt von Akers selbst erfunden wurde, sondern zwischen 1915 und 1920 bereits von zwei Brüdern namens Byrd in der Gegend von Hernando gespielt worden sei. Mitte der 1920er muss Akers dann den Rhythmus adaptiert haben, wie genau er dazu kam, ist nicht klar. Ähnliche Rhythmen tauchen im Blues erst später wieder auf, mit dem 1935 aufgenommenen, jedoch 1940 erst veröffentlichten Look Who’s Coming Down The Road von Joe McCoy sowie Robert Wilkins’ Get Away Blues.
Der zweiteilige Cottonfield Blues ist ein Bluesstück für zwei Gitarren und Gesang in einem aus heutiger Perspektive sehr traditionellen Bluesschema. Während die Rhythmusgitarre in Achteln spielt, ohne irgendwelche besonderen Betonungen oder einem ternären Shuffle eher langweilig wirkend, wird durch das nur vier Noten lange Motiv der Leadgitarre, das immer auf der zweiten bzw. fünften Achtel beginnt und abwärts gerichtet ist, ein Gegenrhythmus erzeugt, sodass die eigentlich schweren Zeiten verschoben werden. Dies führt beim Zuhören zu Irritationen, da die Harmoniewechsel nicht mit den Taktwechseln übereinzustimmen scheinen, zumal auch der Gesang sich rhythmisch auf das „richtige“ Metrum bezieht. Dies und die sehr bluesige Gesangslinie, die die Blue Notes stark in der Intonation verschleift und sich damit harmonisch von den Gitarren entfernt, erzeugt einen Effekt, der darauf abzielt, den Gesang, also den Sänger bzw. Erzähler allein gelassen erscheinen zu lassen, wodurch die Dramaturgie des Textinhaltes (ein Mann wurde von seiner Geliebten verlassen) gesteigert wird.

## Rezeption
Akers’ Stil beeinflusste zu seiner Zeit Bluesmusiker wie John Lee Hooker und Robert Wilkins. Aufgrund seines äußerst schmalen Werkes ist Akers heute außerhalb von Liebhaberkreisen nur wenig bekannt. Insbesondere der Cottonfield Blues jedoch ist häufig auf Vinyl und CD wiederveröffentlicht worden und gilt mittlerweile als Klassiker des Genres. Der Bob-Dylan-Biograph Michael Gray würdigte das Stück als „die Geburt des Rock ’n’ Roll … von 1929!“ (“the birth of rock ’n’ roll … from 1929!”), Don Kent hob hervor, dass „nur eine Handvoll von Gitarren-Duetten des gesamten Blues dem unglaublichen Drive, den komplizierten Rhythmen und der wilden Intensität [des Stückes] gleichkommen“ (“only a handful of guitar duets in all blues match the incredible drive, intricate rhythms and ferocious intensity”) und nannte ihn „einen der größten Sänger in der Geschichte des Blues“ (“one of the greatest vocalists in blues history”). Gayle Dean Wardlow stufte den Song als „eine der klassischen Vorkriegs-Platten“ (“one of the classic prewar records”) ein mit einem „unglaublichen Rhythmus hinter Garfields Wehklagen“ (“amazing rhythm behind Garfield’s moanin’”), Greil Marcus nannte es „dynamisch und mystisch“ (“dynamic and mystical”). Der Musikwissenschaftler Ted Gioia beschrieb seinen Stil mit den Worten „Akkord-Fragmente prallen wie Geschosse vom Griffbrett ab, dienen als Teile eines harmonischen Schrapnells, das Akers schneidenden Gesangsangriff unterstreicht; ein lang andauerndes Wehklagen, das angenehm mit dem schnellfeuerartigen Pulsieren seiner Gitarre kontrastiert“ (“Here chord fragments ricochet like bullets off the fretboard, serving as bits of harmonic shrapnel underscoring Akers piercing vocal attack, a long lingering wail that contrasts pleasingly with the rapidfire pulsations of his guitar”).

## Diskografie (Auswahl)
Alle Stücke wurden seit ihrer Originalveröffentlichung zahlreich auf Zusammenstellungen wiederveröffentlicht, diese sind hier nicht angeführt.
- Cottonfield Blues Part 1 / Cottonfield Blues Part 2, (1929), (Vocalion Records 1442)
- Jumpin And Shoutin’ Blues / Dough Roller Blues, (1930), (Vocalion Records 1481)